# Luis da Cámara Leme
Luis de Cámara Leme (Funchal, 26 de marzo de 1819-Lisboa, 26 de enero de 1904) fue un militar, político y escritor portugués.

## Biografía
Luis fue un general portugués nacido en la isla de Madeira y sirvió a las órdenes del duque de Saldanha, Joao Carlos, hombre de Estado de Portugal, gobernador militar de Oporto en 1825 y presidente del Consejo de Ministros en 1835 y formó parte del gabinete que formó Saldanha, y fue capitán de Estado Mayor y diputado a Cortes y publicó obras importantes de elementos de ciencia militar, que revelan profundos conocimientos y fue socio de la Real Academia de Ciencias.
Sus principales obras están escritas en portugués y en la obra de 1868 "Consideraciones acerca de la reorganización militar de Portugal" dice lo siguiente: demuestra que faltaba de todo para tener una fuerza militar con la que pueda contarse, con  modesto cuadro de mandos, roto los lazos de subordinación y respeto de los gobernados con los gobernantes, y transformación de las autoridares administrativas en galopines electorales; otra de sus obras trata sobre la adquisición de nuevas armas de fuego, y otra acerca de dos objetos notables presentados en la Exposición Universal de París.

## Obras
- Elementos da arte militar, Lisboa, 1862, un vol. in-8.º mayor,
- Relatorio apresentado a sua Exccllenza o Ministro da Guerra em desempenho de una Comisao concernente a acquisaçao das novas armas de fogo portateis, Lisboa, 1866.
- Relatorio dirigido a sua Excellenza o Ministro da Guerra acerca dos objectos notaveis apresentados na Exposiçao Universal de París, Lisboa,1867.
- Consideracöes geraes acerca da Reorganisaçao militar de Portugal, Lisboa, 1868.